# 合成 (期刊)
《合成》（Synthesis）是由Thieme Chemistry出版社从1969年起发行的一本科学期刊。该期刊的宗旨是“促进合成化学科学的进步”。
从2006年八月起，部分文章可以免费查阅。该期刊的影响因子为3.157（2020年）。